# 239 Dywizja Strzelecka (ZSRR)
239 Dywizja Strzelecka (ros. 239-я стрелковая дивизия) – związek taktyczny (dywizja) Armii Czerwonej.
Sformowana w 1941 na Dalekim Wschodzie. Następnie przerzucona w kierunku zachodnim – broniła Moskwy i Tuły, walczyła pod Mgą. W 1944 wyzwalała Łotwę, następnie dozbrojona i przerzucona do Polski, na Śląsk. Wojnę zakończyła w Czechach.